# Charlevoix–Côte-de-Beaupré
Circonscription électorale provinciale du Canada
Charlevoix–Côte-de-Beaupré est une circonscription électorale provinciale du Québec située dans la région de la Capitale-Nationale. 
Son territoire recouvre les municipalités régionales de comté de L'Île-d'Orléans, La Côte-de-Beaupré, Charlevoix et Charlevoix-Est. Elle a été créée lors de la réforme de la carte électorale de 2011. 

## Historique
La circonscription de Charlevoix–Côte-de-Beaupré est créée lors de la réforme de la carte électorale de 2011. Elle est composée d'électeurs de deux circonscriptions, Charlevoix (33 156 électeurs) et Montmorency (15 102 électeurs). Une portion de terrain, sans électeurs, de Chauveau est aussi jointe à la circonscription de Charlevoix–Côte-de-Beaupré.
Elle est créée lors de l'élection générale québécoise de 2012.

## Territoire et limites
La circonscription comprend les municipalités suivantes :
- Baie-Sainte-Catherine
- Baie-Saint-Paul
- Beaupré
- Boischatel
- Château-Richer
- Clermont
- La Malbaie
- L'Ange-Gardien
- Les Éboulements
- L'Isle-aux-Coudres
- Notre-Dame-des-Monts
- Petite-Rivière-Saint-François
- Saint-Aimé-des-Lacs
- Sainte-Anne-de-Beaupré
- Sainte-Famille-de-l'Île-d'Orléans
- Saint-Ferréol-les-Neiges
- Saint-François-de-l'Île-d'Orléans
- Saint-Hilarion
- Saint-Irénée
- Saint-Jean-de-l'Île-d'Orléans
- Saint-Joachim
- Saint-Laurent-de-l'Île-d'Orléans
- Saint-Louis-de-Gonzague-du-Cap-Tourmente
- Sainte-Pétronille
- Saint-Pierre-de-l'Île-d'Orléans
- Saint-Siméon
- Saint-Tite-des-Caps
- Saint-Urbain

## Liste des députés
| Législature                                                                 | Années       | Député           | Député          | Parti            |
| --------------------------------------------------------------------------- | ------------ | ---------------- | --------------- | ---------------- |
| Charlevoix–Côte-de-Beaupré Créée depuis Charlevoix, Chauveau et Montmorency |              |                  |                 |                  |
| 40e                                                                         | 2012–2014    |                  | Pauline Marois  | Parti québécois  |
| 41e                                                                         | 2014–2018    |                  | Caroline Simard | Libéral          |
| 42e                                                                         | 2018–2022    |                  | Émilie Foster   | Coalition avenir |
| 43e                                                                         | 2022–présent | Kariane Bourassa |                 | Coalition avenir |

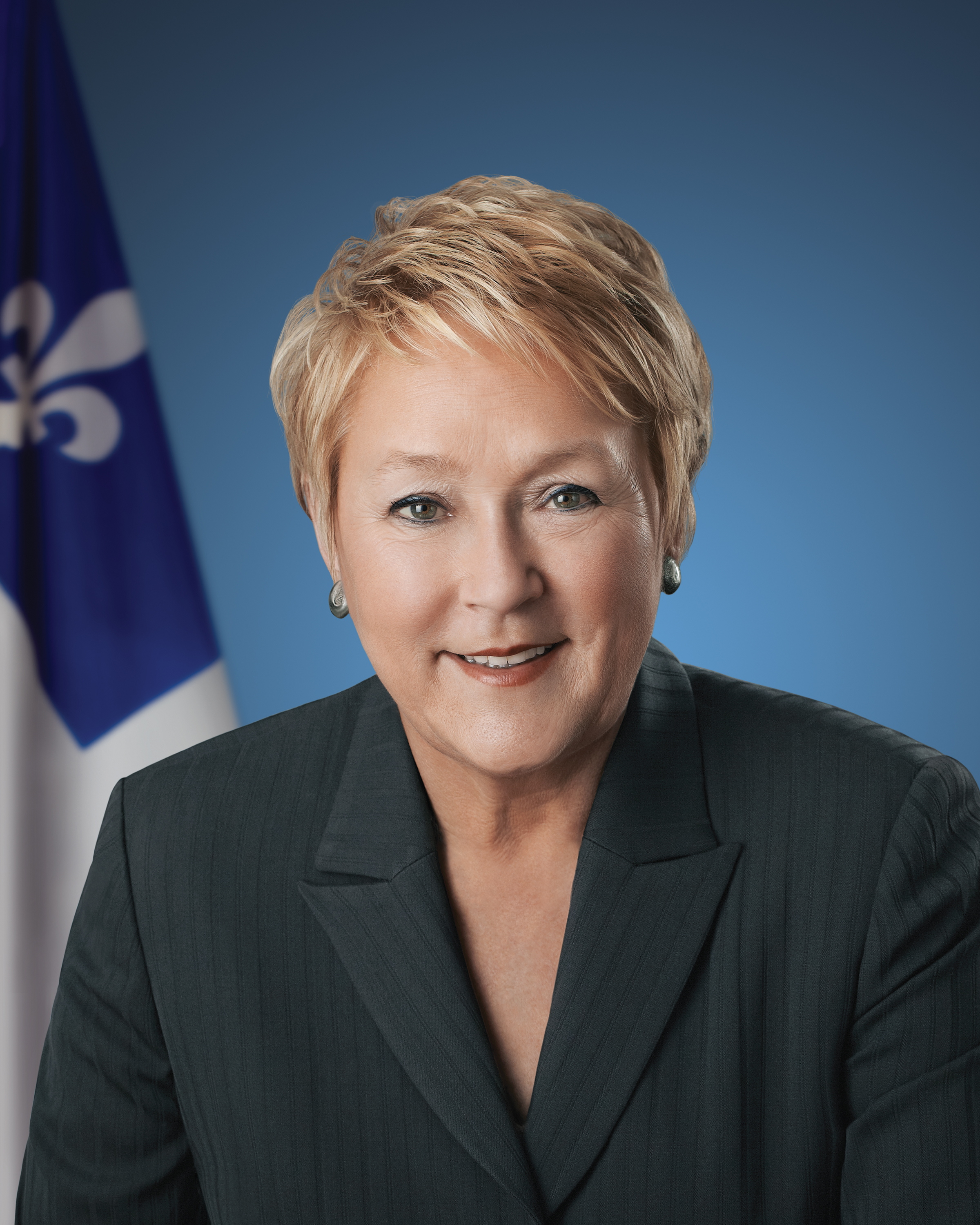
Pauline Marois est député de Charlevoix de 2007 à 2012 et de Charlevoix-Côte-de-Beaupré de 2012 à 2014 et première ministre du Québec de 2012 à 2014.

## Résultats électoraux
|                                                                                               | Nom              | Parti              | Nombre de voix | %      | Maj.   |
| --------------------------------------------------------------------------------------------- | ---------------- | ------------------ | -------------- | ------ | ------ |
|                                                                                               | Kariane Bourassa | Coalition avenir   | 17 979         | 48,2 % | 11 216 |
|                                                                                               | Odré Lacombe     | Conservateur       | 6 763          | 18,1 % | -      |
|                                                                                               | Lucien Rodrigue  | Parti québécois    | 6 041          | 16,2 % | -      |
|                                                                                               | Myriam Fortin    | Québec solidaire   | 4 677          | 12,5 % | -      |
|                                                                                               | Michel Bureau    | Libéral            | 1 756          | 4,7 %  | -      |
|                                                                                               | Stefany Tremblay | Démocratie directe | 106            | 0,3 %  | -      |
| Total                                                                                         | Total            | Total              | 37 322         | 100 %  |        |
| Le taux de participation lors de l'élection était de 70,2 % et 430 bulletins ont été rejetés. |                  |                    |                |        |        |

|                                                                                               | Nom                        | Parti               | Nombre de voix | %      | Maj.  |
| --------------------------------------------------------------------------------------------- | -------------------------- | ------------------- | -------------- | ------ | ----- |
|                                                                                               | Émilie Foster              | Coalition avenir    | 15 761         | 45,4 % | 7 890 |
|                                                                                               | Caroline Simard (sortante) | Libéral             | 7 871          | 22,7 % | -     |
|                                                                                               | Nathalie Leclerc           | Parti québécois     | 6 012          | 17,3 % | -     |
|                                                                                               | Jessica Crossan            | Québec solidaire    | 4 472          | 12,9 % | -     |
|                                                                                               | Andréanne Bouchard         | NPD Québec          | 330            | 0,9 %  | -     |
|                                                                                               | Albert Chiasson            | Citoyens au pouvoir | 292            | 0,8 %  | -     |
| Total                                                                                         | Total                      | Total               | 34 738         | 100 %  |       |
| Le taux de participation lors de l'élection était de 68,5 % et 605 bulletins ont été rejetés. |                            |                     |                |        |       |

|                                                                                               | Nom                       | Parti            | Nombre de voix | %      | Maj. |
| --------------------------------------------------------------------------------------------- | ------------------------- | ---------------- | -------------- | ------ | ---- |
|                                                                                               | Caroline Simard           | Libéral          | 13 083         | 35,2 % | 882  |
|                                                                                               | Pauline Marois (sortante) | Parti québécois  | 12 201         | 32,9 % | -    |
|                                                                                               | Ian Latrémouille          | Coalition avenir | 9 682          | 26,1 % | -    |
|                                                                                               | Jean-Yves Bernard         | Québec solidaire | 1 539          | 4,1 %  | -    |
|                                                                                               | Chantal Mélançon          | Conservateur     | 332            | 0,9 %  | -    |
|                                                                                               | François Thériault        | Option nationale | 287            | 0,8 %  | -    |
| Total                                                                                         | Total                     | Total            | 37 124         | 100 %  |      |
| Le taux de participation lors de l'élection était de 73,5 % et 472 bulletins ont été rejetés. |                           |                  |                |        |      |

|                                                                                             | Nom              | Parti                  | Nombre de voix | %      | Maj.  |
| ------------------------------------------------------------------------------------------- | ---------------- | ---------------------- | -------------- | ------ | ----- |
|                                                                                             | Pauline Marois   | Parti québécois        | 15 472         | 40,6 % | 5 171 |
|                                                                                             | Claire Rémillard | Libéral                | 10 301         | 27,1 % | -     |
|                                                                                             | Ian Latrémouille | Coalition avenir       | 10 203         | 26,8 % | -     |
|                                                                                             | André Jacob      | Québec solidaire       | 1 227          | 3,2 %  | -     |
|                                                                                             | Pierre Tremblay  | Option nationale       | 619            | 1,6 %  | -     |
|                                                                                             | Daniel Laforest  | Coalition constituante | 243            | 0,6 %  | -     |
| Total                                                                                       | Total            | Total                  | 38 065         | 100 %  |       |
| Le taux de participation lors de l'élection était de 76 % et 456 bulletins ont été rejetés. |                  |                        |                |        |       |